# Bhutaniella gruberi
Bhutaniella gruberi är en spindelart som beskrevs av Jäger 200. Bhutaniella gruberi ingår i släktet Bhutaniella och familjen jättekrabbspindlar.
Artens utbredningsområde är Bhutan. Inga underarter finns listade.